# Ель-Гарса (шот)
Ель-Гарса (араб. شط الغرسة) — шот, пересихаюче безстічне солоне озеро. Розташоване переважно на території Тунісу. Ель-Гарса — осадовий басейн, а також переривчасте озеро. Розташоване поблизу кордону з Алжиром. Має ширину 20 кілометрів і довжину 50 кілометрів.
Частини шота Ель-Гарса мають свої назви: Шот Chtihatt Sghatt, Шот Mejez Sfa та шот Ер-Рахім[джерело?]. Є частиною системи шотів, що розташована в низовині з південного боку гір Атлас. На захід знаходиться озеро Шотт-Мельгір (на території Алжиру), на південний схід — озеро Ель-Джерід, на схід — Ель-Феджадж. Основний приплив прісної води дає ваді Ель-Мелах на північному сході з підніжжя гір між містами Метлаві та Гафса. Є найнижчою точкою Тунісу, на 23 метри  нижче за рівень моря.

## Галерея

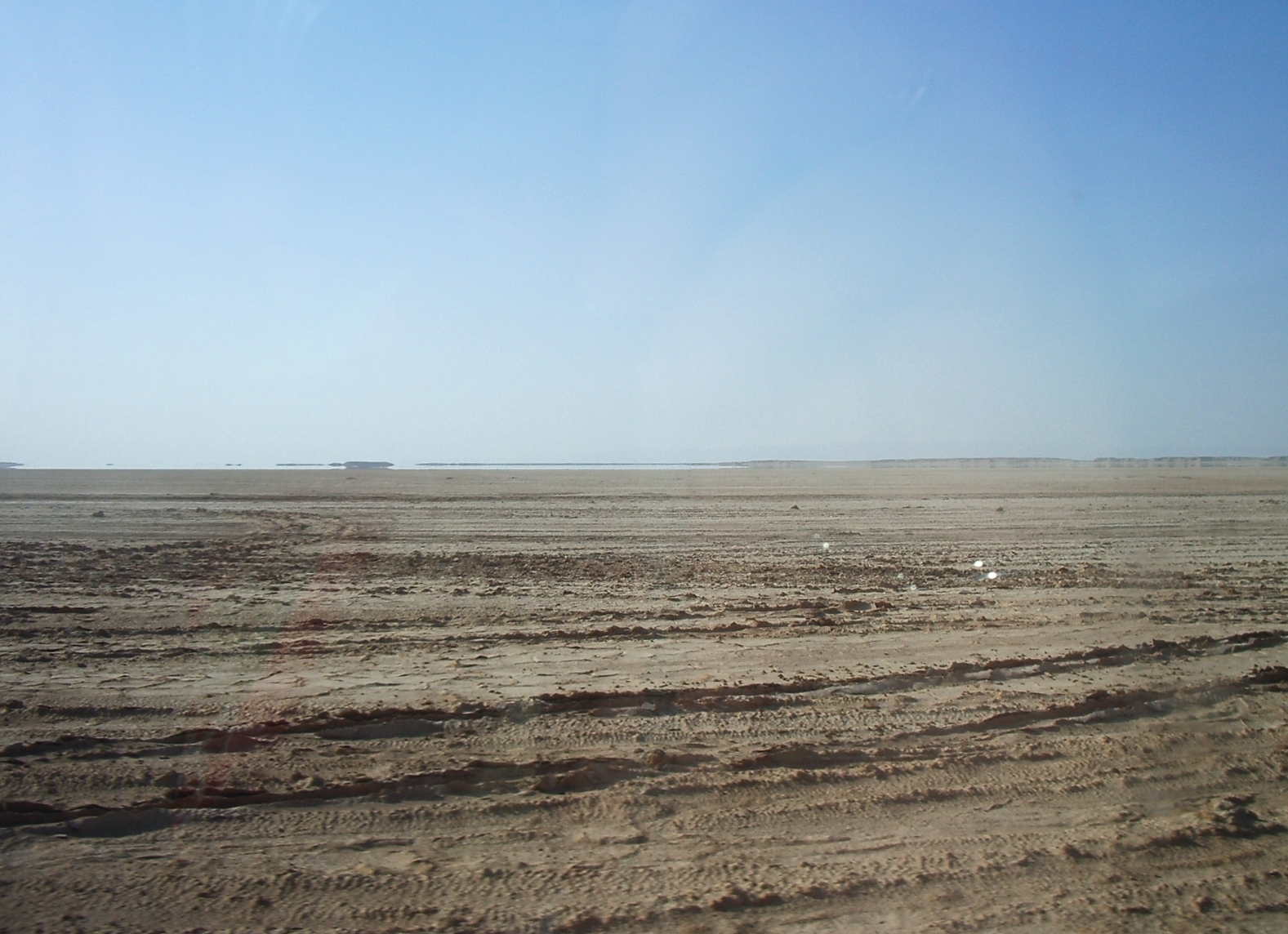
Фата-моргана в Шотті
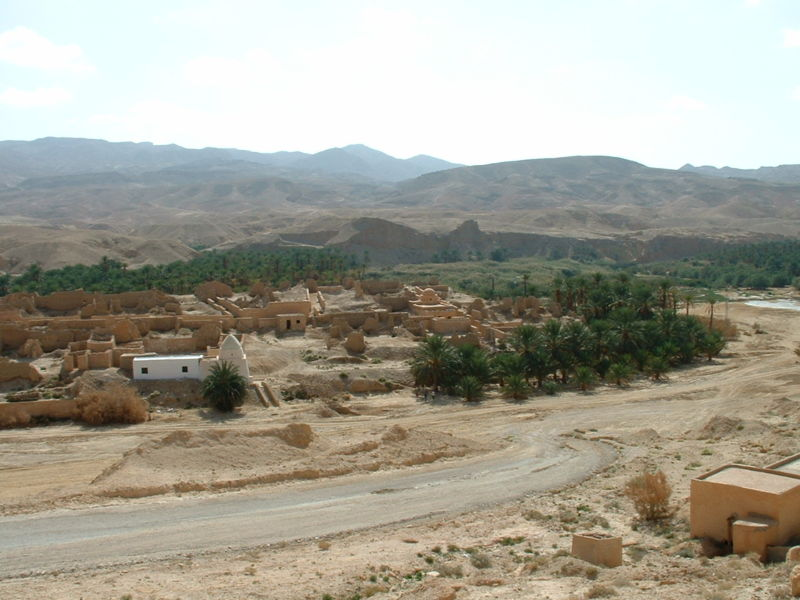
Залишки старої частини міста Тамерза

| Озеро | Це незавершена стаття про озеро . Ви можете допомогти проєкту, виправивши або дописавши її. |

| Туніс | Це незавершена стаття з географії Тунісу. Ви можете допомогти проєкту, виправивши або дописавши її. |